# Neochlamisus bimaculatus
Neochlamisus bimaculatus là một loài bọ cánh cứng nhỏ (Coleoptera: Chrysomelidae) thuộc nhóm bọ cánh cứng gọi là Camptosomata. Chúng giao phối, ăn và đẻ trên cây chủ Rubus spp., cũng bao gồm dâu tây đen.